# Nanna Jansson
Nanna Jansson, född 7 juli 1983 i Gävle, Gävleborgs län, är en svensk ishockeyspelare (Center). Jansson deltog i Olympiska vinterspelen 2002 i Salt Lake City, där laget vann brons. Hon deltog också i de Olympiska vinterspelen 2006 i Turin, där det blev en silvermedalj. Jansson debuterade i Damkronorna 1999 och har spelat 152 landskamper. Hon har representerat Sverige vid fem världsmästerskap, med brons 2005 och 2007 som höjdpunkter.

## Karriär
Nanna Janssons moderklubb är Gävle GIK. Hon har representerat Brynäs IF från 1995-2006. 
Hon representerade säsongen 2006/2007 AIK och blev europamästare för klubblag 2006 och svensk mästare 2007 med dem. Säsongen 2007/2008 representerade hon Segeltorps IF och vann SM-guld även detta år. Säsongen 2009/2010 representerade Jansson Sandvikens IK. Säsongen 2011/2012 coachade Jansson Team Gävles U16 tillsammans med Per Johansson. Säsongen 2014/2015 var hon instruktör åt Svenska ishockeyförbundet, där hon arbetade med utveckling av svensk damhockey på deras camper.
Säsongen 2015/2016 antog Jansson uppdraget att tillsammans med Madeleine Östling leda Brynäs IF i SDHL. De blev det  första kvinnliga coachparet i svensk hockey.
2016-2017 Ass. Coach Brynäs IF, SDHL tillsammans med Östling och Pär Johansson. 
2018-2020 Ass. Coach Brynäs IF , SDHL tillsammans med Head Coach Magnus Carlsson.